# Demartinka

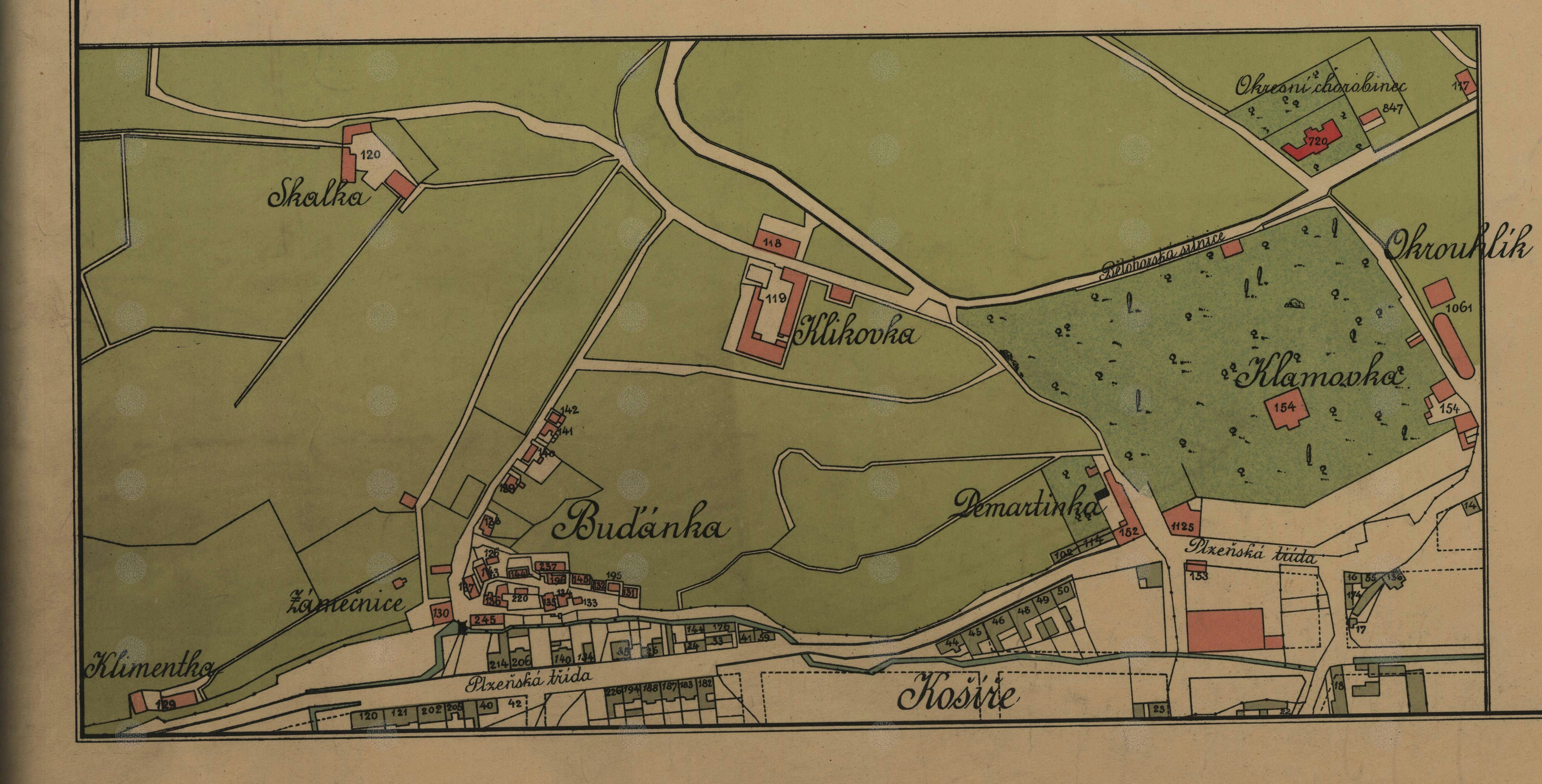
Demartinka na mapě Smíchova z roku 1906

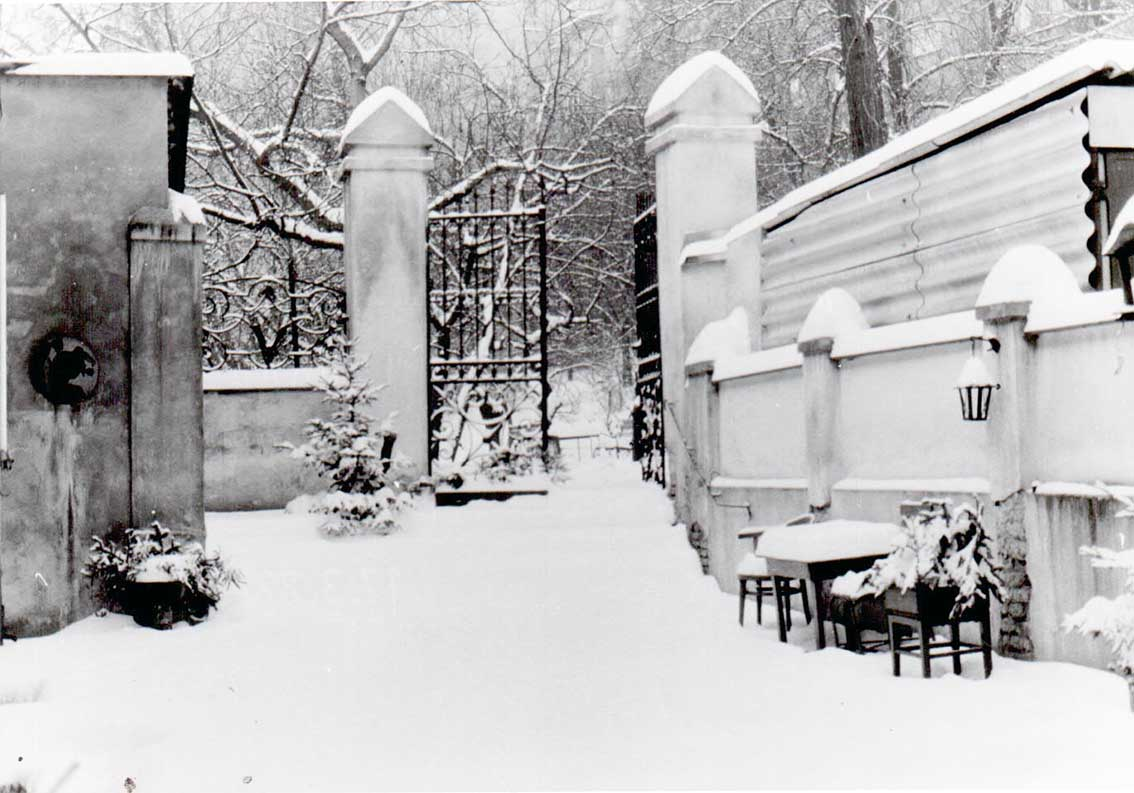
Dvůr usedlosti se vstupem do zahrady, stav v roce 1975

Demartinka (v „MonumNet“ označovaná též jako „Dermatinka“ nebo „Domartinka“) je zaniklá venkovská předměstská usedlost. Původní objekt se nacházel poblíž rohu křižovatky dnešních (rok 2016) ulic „U Demartinky“ a „Plzeňská“ přesněji řečeno u jihozápadní strany dnešní (2016) zahrady Klamovka na adrese Praha 5, Smíchov ulice „U Demartinky“ číslo popisné 152.
Označení „Demartinka“ vzniklo zkomolením první poloviny jména svobodného pána z Velhartic a císařského rady Dona Martina de Hoef-Huerta, jemuž deset let po bitvě na Bílé hoře připadla parcela (vinice) a původní budova byla buď přestavěný viniční lis nebo ji nechal vybudovat od základu. Za celou dobu své existence vystřídala řadu majitelů. V první polovině 18. století byla nemovitost zničena (po nájezdech bavorsko-francouzských vojsk) ale ještě v témže století byla znovu obnovena. Poté, co byla v polovině 19. století naposledy přestavěna, dožila do 20. století a přečkala i obě světové války. Nějaký čas byla v přízemí budovy provozována „Smíchovská akciová restaurace“, v 70. letech 20. století v přízemí sídlily dílny podniku Kovoslužba, a v letech 1980–1981 v jedné z dílen byla zkušebna undergroundové skupiny Křik. V roce 1980 byla Demartinka vyňata ze seznamu nemovitých kulturních památek a téhož roku odsouzena k demolici, aby nebránila nové výstavbě. K vlastní demolici došlo mezi roky 1984 a 1986. 

## Historie do první světové války

### Don Martin
Don Martin byl původem ze zchudlé šlechtické rodiny z Nizozemska. Do vojenských služeb vstoupil na počátku 17. století a za zásluhy na bojištích byl povýšen do šlechtického stavu. Na začátku třicetileté války (1618 až 1648) získal hodnost podplukovníka a bojoval proti českému stavovskému vojsku. Císařské vojenské služby mu pomohly k povýšení na plukovníka, k postu císařského rady a zároveň mu otevřely i přístup ke konfiskovanému majetku, protože císařská komora mu za jeho služby „platila“ zabavenými šlechtickými a městskými nemovitostmi. Podle dobových pramenů se o Donu Martinovi hovořilo jako o neoblíbeném, hrubém, surovém žoldnéři bez citu a studu, který týral obyvatelstvo a neštítil se okrádat císařskou komoru. I přes tyto nelichotivé vlastnosti (nebo právě díky nim) Don Martin záhy značně zbohatl. V Čechách mu patřily rozsáhlé statky a v samotné Praze získal jako konfiskát (většinou pod tržní cenou) několik domů. Císařským majestátem z roku 1628 byl povýšen do panského stavu (mohl užívat titul „pán z Velhartic“) a dva roky na to (1630) získal „výhodně“ již tehdy značně rozlehlou viniční usedlost včetně zahrady a polností. (Původním majitelem těchto nemovitostí byl bohatý pražský kupec Lorenz Stark, který je vlastnil již od rudolfínských dob.) Není zřejmé, zda usedlost vznikla přestavbou viničného lisu nebo jako nový samostatný dům. Jisto je pouze to, že původní Demartinka byla zničena po nájezdech bavorsko-francouzských vojsk v první polovině 18. století, ale na původním místě vznikla nová usedlost. Jádro usedlosti Demartinka tedy pocházelo až z 18. století.

### Tajná chodba
V 80. letech 19. století patřila usedlost Demartinka panu Leovi Gotliebovi z Tannenhainu a poté (od roku 1888) ji vlastnil rakouský a český advokát a politik – smíchovský starosta JUDr. Alois Koldinský. Pod vlivem tehdy obecně rozšířené pověsti, že z Demartinky vede na Bílou Horu (nebo do některého kláštera) tajná chodba ukrývající ve svém nitru uloupené válečné poklady, provedla skupina čtyřiceti „hledačů“ (s vědomím a požehnáním Koldinského) průlom do zazděného průchodu, aby „objevila“ jen desetimetrový sklípek.

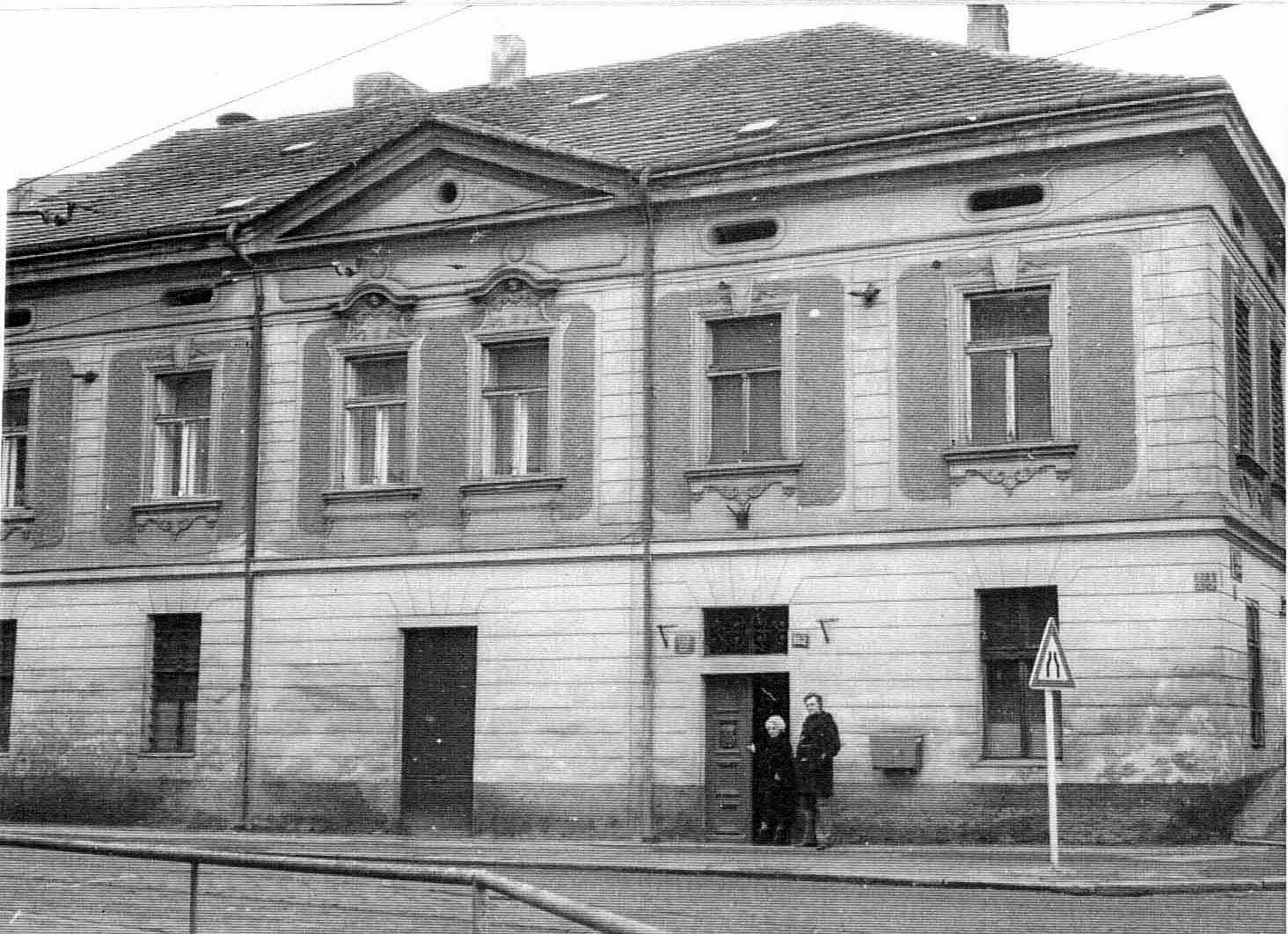
Demartinka, stav v roce 1976

## Demartinka na začátku dvacátého století
Na počátku 20. století koupil od F. Zellera zahradu Demartinky inženýr Bohdan Bečka a Ludvík Očenášek – český konstruktér a vynálezce, který významně přispěl především k rozvoji raketové techniky.

### Hledání telefonní linky

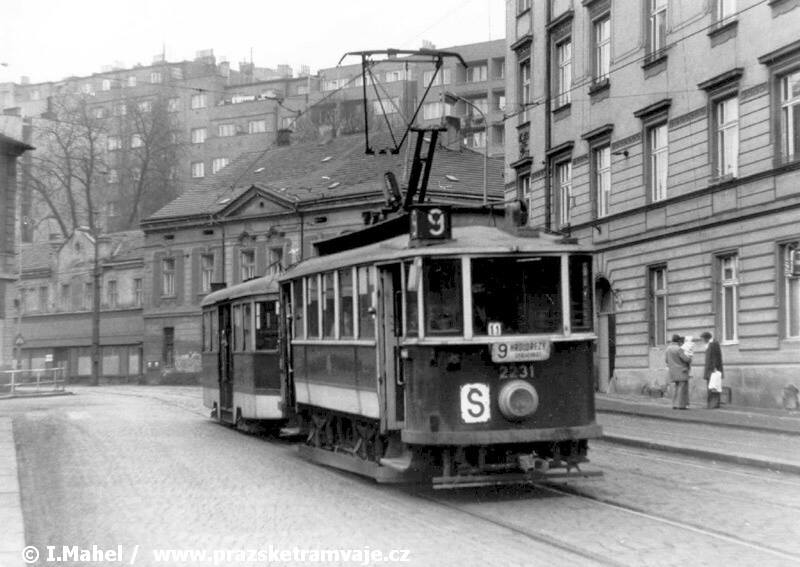
Demartinka, stav v roce 1965

Očenášek se zabýval za první světové války protirakouskou činností, věnoval se špionáži a realizoval několik odposlechů přímo na telefonním vedení využívaným úředníky „monarchie“. Na jaře roku 1918 se mu podařilo po dvanácti týdnech usilovného hledání objevit tajnou vládní telefonní linku spojující Vídeň (hlavní město monarchie) s Berlínem. Hledáním této linky jej pověřil šéfredaktor Národních listů František Sís. Nikdo v té době nevěděl, kudy zmíněná linka tehdejší Prahou vede. Hledání ztěžoval fakt, že v roce 1918 bylo evidováno už 8214 telefonních čísel a některé linky se začínaly místo vedení vzduchem ponořovat do zemních kabelů.
Nejprve Očenášek hledal linku většinou odpoledne na cestách kolem Prahy v oblasti Bílé Hory. Připojování kapesním telefonem během dne ve skrytých místech (úvozy, stromořadí) ale budilo nežádoucí pozornost venkovanů (pastevců koz, sadařů apod.). Připojoval se tedy v noci, když si den předem místo vyhlédl.
Telefonní sloupy byly 12 metrů vysoké. Očenášek používal olověná závaží upevněná na motouzu. Nejprve (poblíž sloupu) „nahodil“ nacvičeným pohybem nahoru na vedení provaz a pomocí něj pak vytáhl vzhůru i vodič k němu upevněný. Tak se „odposlechový vodič“ dostal do galvanického kontaktu s telefonním vedením.
Když mezi Břevnovem a Hradčany konečně narazil na hledané telefonní vedení, postupně je prozkoumal po celé jeho dostupné délce, protože prvotní místo, kde na linku narazil nebylo pro dlouhodobý odposlech vhodné. Jako nejvhodnější místo pro odposlech nakonec vytipoval klikatou úzkou uličku v úvoze na cestě mezi Břevnovem a Košířemi. Ulička vedla mezi zahradou Klamovkou a usedlostí Demartinkou. Vlivem křivolakosti uličky dráty vedení vedly v některých místech korunami několika stromů v Klamovce a jindy také korunami stromů v zahradě Demartinky.

### Budování odposlouchávací stanice

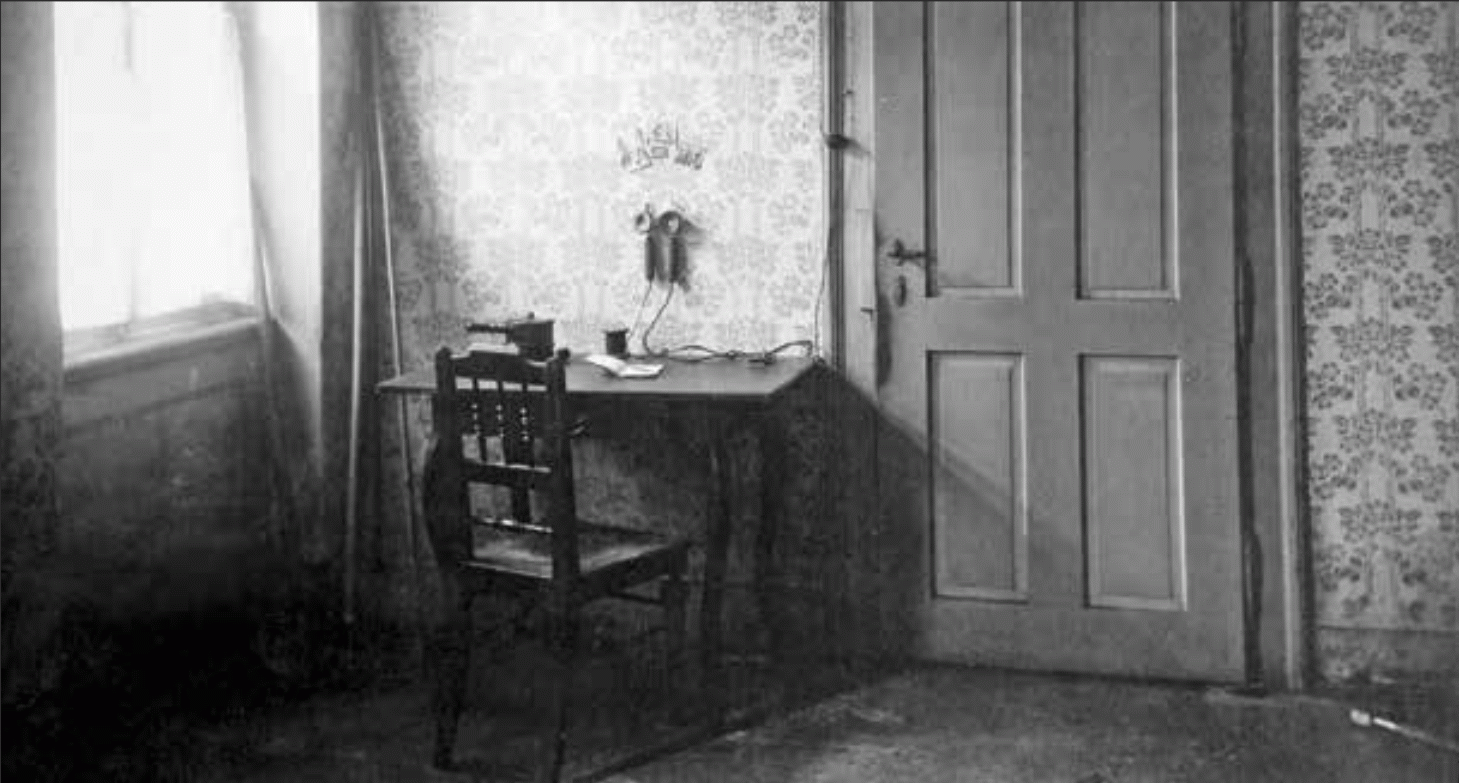
Místnost v zahradním domku usedlosti Demartinka s odposlouchávacím zařízením

Několika riskantními improvizovanými odposlechy se Očenášek a jemu pomáhající inženýr Malý přesvědčili, že nalezená linka je opravdu vojenské spojení Vídeň – Berlín. Po tomto ubezpečení Očenášek spolu s inženýrem Bohdanem Bečkou složili 40 000 Korun a pozemek (zahradu) Demartinky od F. Zellera odkoupili. K pozemku ale nepatřila žádná budova a tak si Očenášek pronajal (a elektrifikoval) dvě místnosti v malém domečku (bývalém chlévě) „k uložení zahradnického náčiní“. Pod záminkou budování plotu kolem „zelinářské zahrady“ a v rámci „osvětlení zahrady“ položil Očenášek nenápadně potřebná vedení do země až ke hrušce, která měla být místem napojení na telefonní linku. Telefonní sloup stál přímo u zdi pozemku Demartinky. Vlastní napojení bylo provedeno za pomoci speciálně upraveného (prodlouženého) rybářského prutu tenkými „odposlechovými“ dráty. „Vlasově tenké“ dráty nebylo vidět ani ze vzdálenosti půl metru protože byly kryty větvemi v koruně košaté hrušně.
Odposlech vojenských štábů i členů císařské rodiny maskoval Ludvík Očenášek „pilnou“ prací na zahrádce. V této „podzemní“ činnosti se Očenášek střídal s inženýry Bohdanem Bečkou a Malým. Pomáhal i Očenáškův jedenáctiletý syn Ludvík. Telefonní linku odposlouchávali tito „maffiáni“ po zbytek první světové války, získané informace zapisovali a předávali do Švýcarska ústřednímu orgánu českého domácího odboje tzv. Maffii, která usilovala (pod vedením T. G. Masaryka) o zřízení samostatného československého státu.

## Pamětní deska

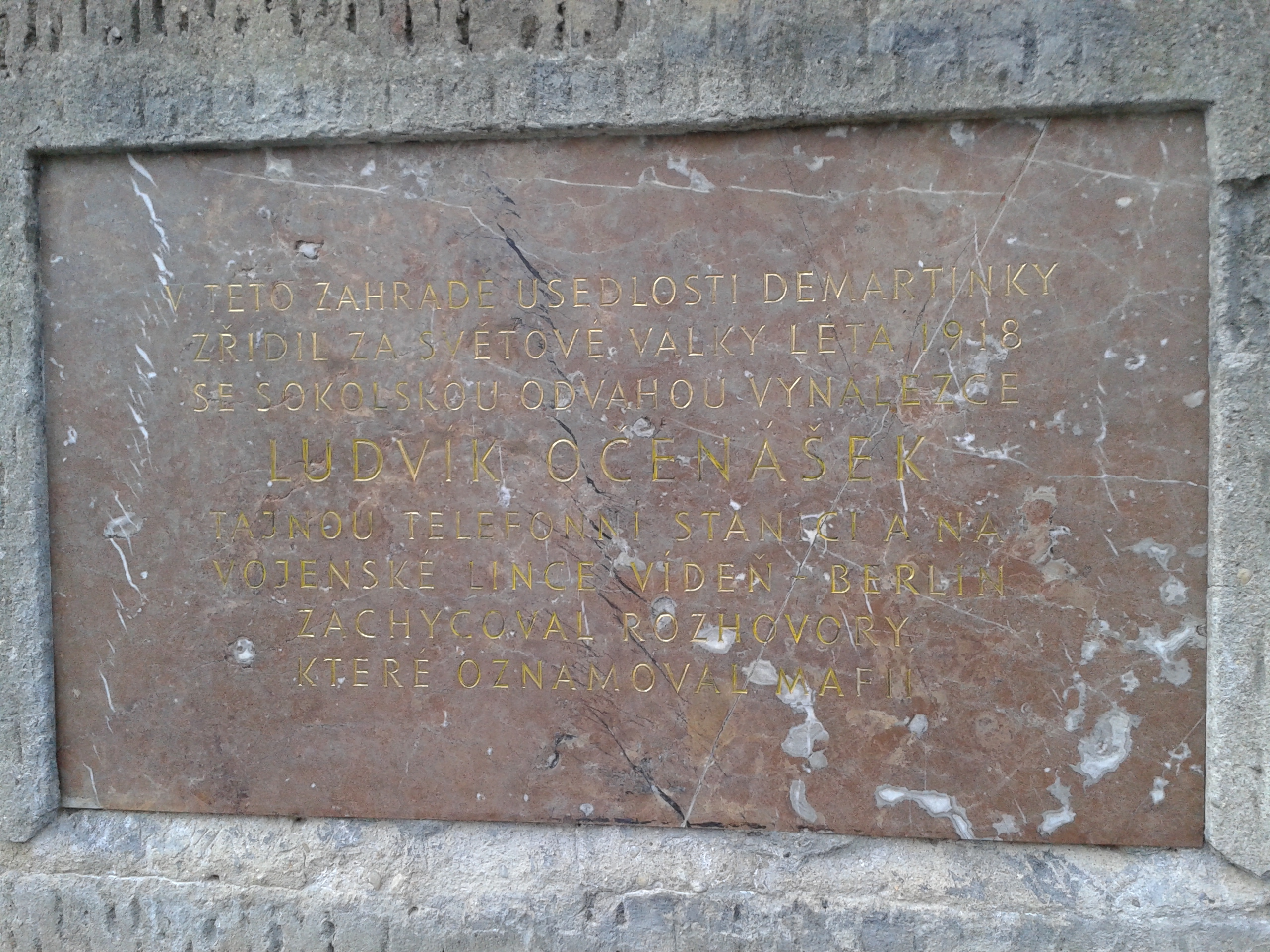
Pamětní deska na zdi zahrady
velvyslanectví Litevské republiky

Usedlost Demartinku a Očenáškovo odvážné počínání připomíná pamětní deska. Původně byla umístěna na sloupu zahrady usedlosti Demartinka, kam ji nechala iniciativně instalovat v roce 1936 Obec pražská. Po zboření Demartinky v roce 1980 byla pamětní deska přemístěna na podezdívku plotu zahradní zdi sousedního domu (Pod Klikovkou 1916/2, Praha 5 Smíchov), který je dnes (2016) sídlem velvyslanectví Litevské republiky.
V TÉTO ZAHRADĚ USEDLOSTI DEMARTINKY 
 ZŘÍDIL ZA SVĚTOVÉ VÁLKY LÉTA 1918 
 SE SOKOLSKOU ODVAHOU VYNÁLEZCE 
 LUDVÍK OČENÁŠEK 
 TAJNOU TELEFONNÍ STANICI A NA 
 VOJENSKÉ LINCE VÍDEŇ - BERLÍN 
 ZACHYCOVAL ROZHOVORY, 
 KTERÉ OZNAMOVAL MAFII
pamětní deska

## Demartinka po první světové válce
Po první světové válce vlastnila usedlost Barbora Steinhilberová. Ta postoupila v roce 1926 část parcely obci za účelem zbudování veřejného sadu a ulice. Poslední podoba stavby pocházela z poloviny 19. století, kdy byla provedena přestavba nemovitosti. Tehdy vzniklo boční křídlo a hlavní fasáda. Ta byla zdobena klasicistním dekorem. Z 18. století se zachovala už jen část barokní výzdoby dvora a zahrady. Hlavní průčelí Demartinky bylo obráceno k jihu do Plzeňské ulice. K usedlosti původně patřily i pole, louky a vinice, jakož i do svahu k severozápadu situovaná velká zahrada. Směrem do sadu na Klamovce bylo obráceno jednopatrové průčelí domu s řadou oken v patře, která byla architektonicky rámována. Střed tohoto průčelí byl zdůrazněn rizalitem a průčelí samo pak bylo zakončeno štítem. K hlavní budově ještě přiléhaly hospodářské budovy.

## Historie od 50. let dvacátého století

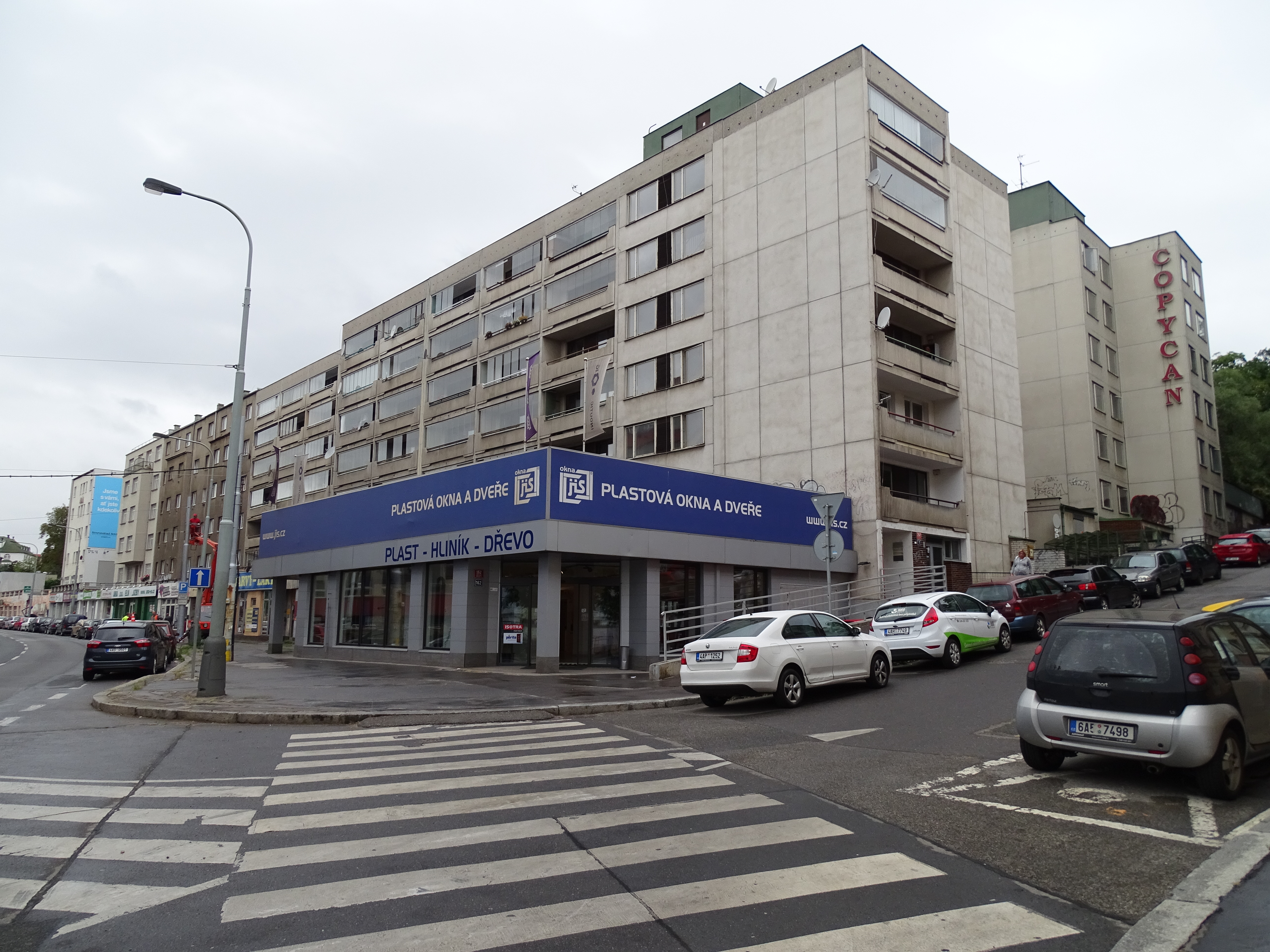
Novostavby na místě bývalé usedlosti Demartinka

V Ústředním seznamu kulturních památek ČR byla Demartinka zapsána pod číslem 53803/1-1731. Jako kulturní památka byla evidována v období od roku 1973 (1976?) do 22. ledna 1980. Ještě roku 1980 byla údajně stržena a nahrazena komplexem nových budov, dle Památkového katalogu byla demolována až koncem 80. let.
Adresa po zaniklé nemovitosti byla následně zahrnuta do adres několika panelových novostaveb (Plzeňská 152/162, U Demartinky 152/1, Plzeňská 2561/164, U Demartinky 2561/1a, 1347/3) nacházejících se v ulici U Demartinky na nároží Plzeňské ulice.
Posledními obyvateli této nemovitosti (1962–1980) byla rodina akad. malířů Daniely a Karla Benešových. Ti přilehlou zahradu osadili několika sochami od akad. sochaře Petra Šturmy. Barokní brána do zahrady se stala nejednou motivem jejich prací.

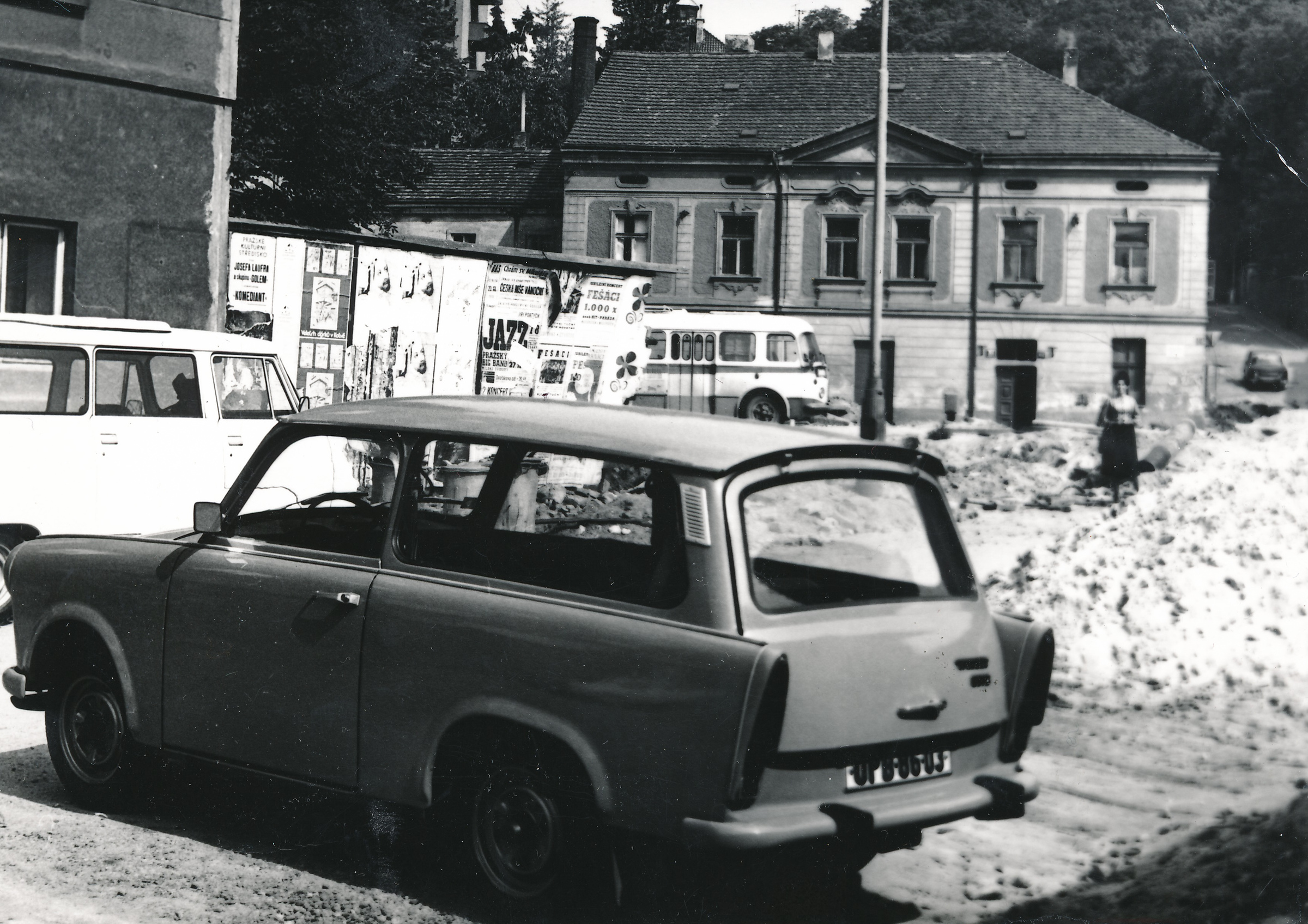
Demartinka, stav v roce 1980